# Südthailand

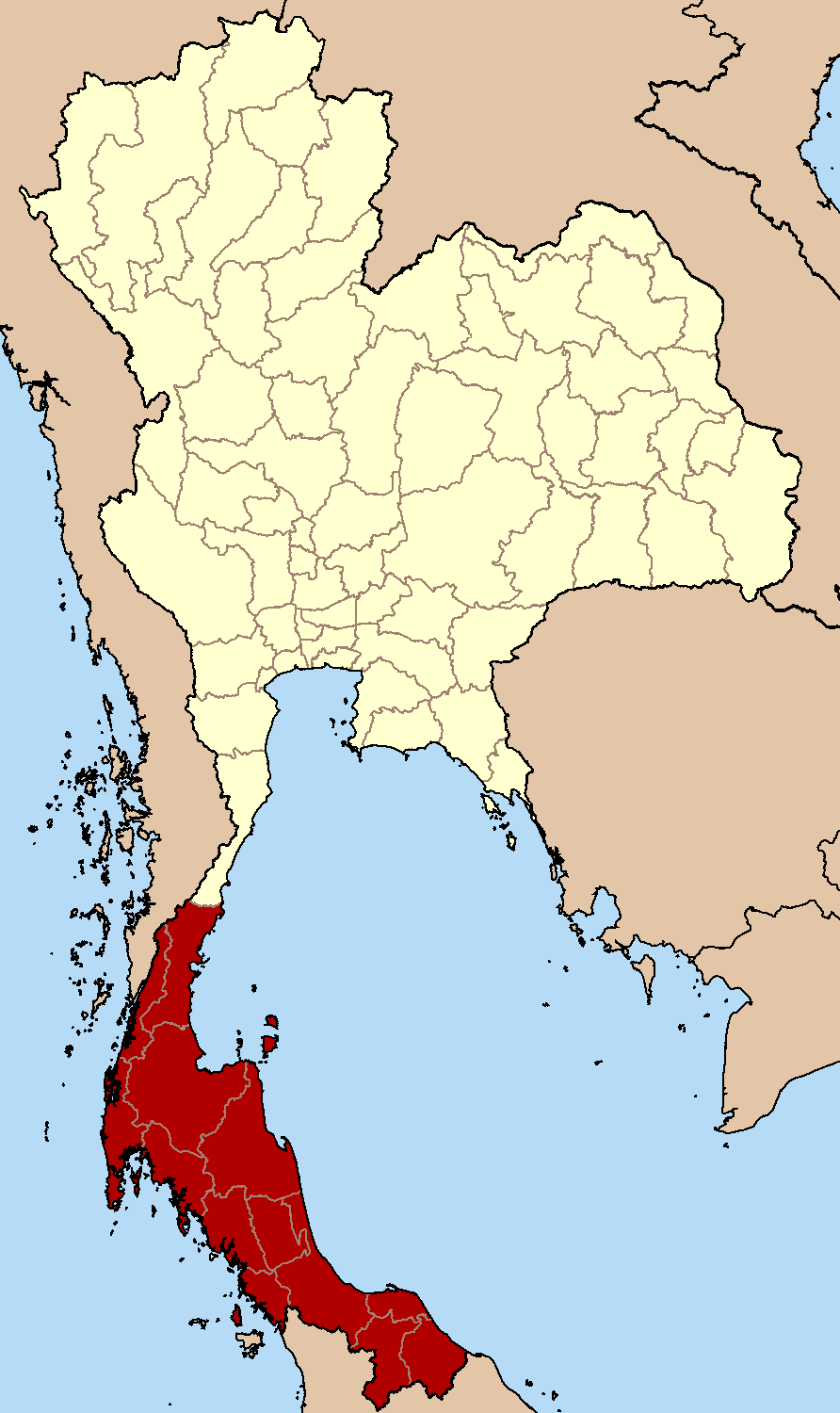
Lage der Südregion in Thailand

Südthailand (Thai: ภาคใต้, ausgesprochen: [pʰâːk tâj], Südthai: ปักษ์ใต้, [pàk tâj]) ist eine Region in Thailand, die alle Provinzen (Changwat) im Bereich des Isthmus von Kra und südlich davon auf der Malaiischen Halbinsel umfasst.
Südthailand ist eine relativ willkürlich abgegrenzte Region, die zu geographischen, statistischen und Verwaltungszwecken definiert wurde. Es stellt aber keine historisch gewachsene, kulturell homogene Einheit dar. Anhand der Bevölkerungsstruktur, Kultur und Sprache sind drei recht unterschiedliche Subregionen zu unterscheiden.
Die Zentralthailand am nächsten liegenden, dichtbesiedelten Provinzen der Ostküste sind ganz überwiegend von thaisprachigen Buddhisten bewohnt. Sie gehörten bereits ab dem 14. Jahrhundert zum siamesischen Königreich Ayutthaya. Die dünner besiedelte Westküste hatte lange Zeit eine thai-malaiische Mischbevölkerung, seit dem 19. Jahrhundert wird sie außerdem von hierher migrierten Chinesen geprägt. Die Provinz Satun nimmt eine Sonderstellung ein, da sie zwar mehrheitlich von Muslimen bewohnt ist, diese aber einen südthailändischen Dialekt sprechen.
Die drei südlichsten Provinzen schließlich sind ganz überwiegend von muslimischen Malaien besiedelt. Sie wurden erst zu Beginn des 20. Jahrhunderts endgültig in den thailändischen Staat integriert und es gibt bis heute separatistische Tendenzen und einen ethnisch-religiösen Konflikt.

## Geographie
Im Westen fallen steilere Küsten in den Indischen Ozean ab, während die Ostküste flacher ist und von Flüssen durchzogene Tiefebenen aufweist. Der größte Fluss in Südthailand ist der Tapi, der gemeinsam mit dem Phum Duang mehr als 8000 Quadratkilometer entwässert, also etwas mehr als 10 Prozent der gesamten Fläche von Südthailand. Weitere Flüsse sind der Pattani, der Saiburi und der Trang. Der größte See ist der Songkhla-See mit einer Fläche von 1040 Quadratkilometern.
Mitten durch die Halbinsel erstrecken sich in nord-südlicher Richtung Ausläufer des Himalaja-Gebirges. Die höchste Erhebung ist der Khao Luang in der Provinz Nakhon Si Thammarat. Vom Isthmus von Kra aus südlich geht die Phuket-Bergkette, die nach Norden hin mit der Tanao-Si-Kette verbunden ist. Etwa 100 Kilometer östlich der Phuket-Berge verläuft fast parallel das Nakhon-Si-Thammarat- oder Banthat-Gebirge. Es beginnt etwa auf der Höhe von Ko Samui und endet am Archipel von Ko Tarutao an der Grenze zu Malaysia.
Die Grenze zu Malaysia im Süden wird durch die Sankarakhiri-Kette gebildet.
Der Süden Thailands ist ein schmales Landstück auf der Malaiischen Halbinsel, die anders als die anderen Regionen des Landes keinen Einfluss des Kontinentalklimas aufweisen. Hier kommt der Monsun voll zum Zuge und bringt das ganze Jahr über ergiebige Regenfälle: von Mai bis Oktober an der Westküste und von Oktober bis Dezember an der Ostküste.

## Verwaltung

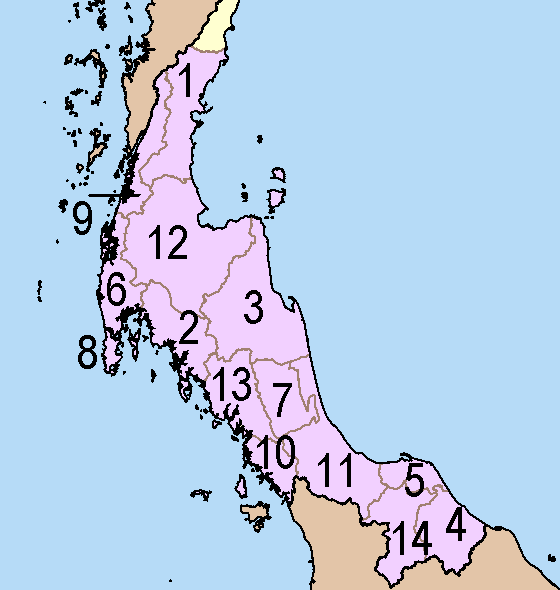
Die 14 Provinzen Südthailands

Die Regionen Thailands haben keinen Status als Gebietskörperschaften, sondern sind lediglich zu geographischen oder statistischen Zwecken definiert. Üblicherweise werden 14 Provinzen der Südregion zugeordnet:
| Nr. | Name                | Thai Name    |
| --- | ------------------- | ------------ |
| 1.  | Chumphon            | ชุมพร         |
| 2.  | Krabi               | กระบี่         |
| 3.  | Nakhon Si Thammarat | นครศรีธรรมราช |
| 4.  | Narathiwat          | นราธิวาส      |
| 5.  | Pattani             | ปัตตานี        |
| 6.  | Phang Nga           | พังงา         |
| 7.  | Phatthalung         | พัทลุง         |

| Nr. | Name        | Thai Name |
| --- | ----------- | --------- |
| 8.  | Phuket      | ภูเก็ต      |
| 9.  | Ranong      | ระนอง     |
| 10. | Satun       | สตูล       |
| 11. | Songkhla    | สงขลา     |
| 12. | Surat Thani | สุราษฎร์ธานี |
| 13. | Trang       | ตรัง       |
| 14. | Yala        | ยะลา      |

## Bevölkerung

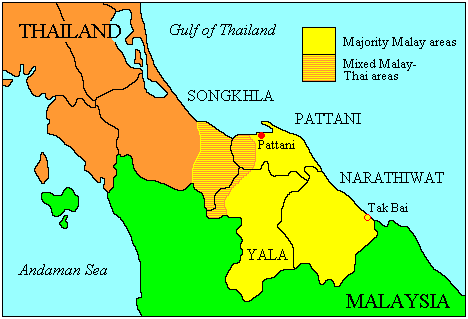
Gebiete mit malaiischer Mehrheit (gelb) und bedeutender malaiischer Minderheit (hellorange)

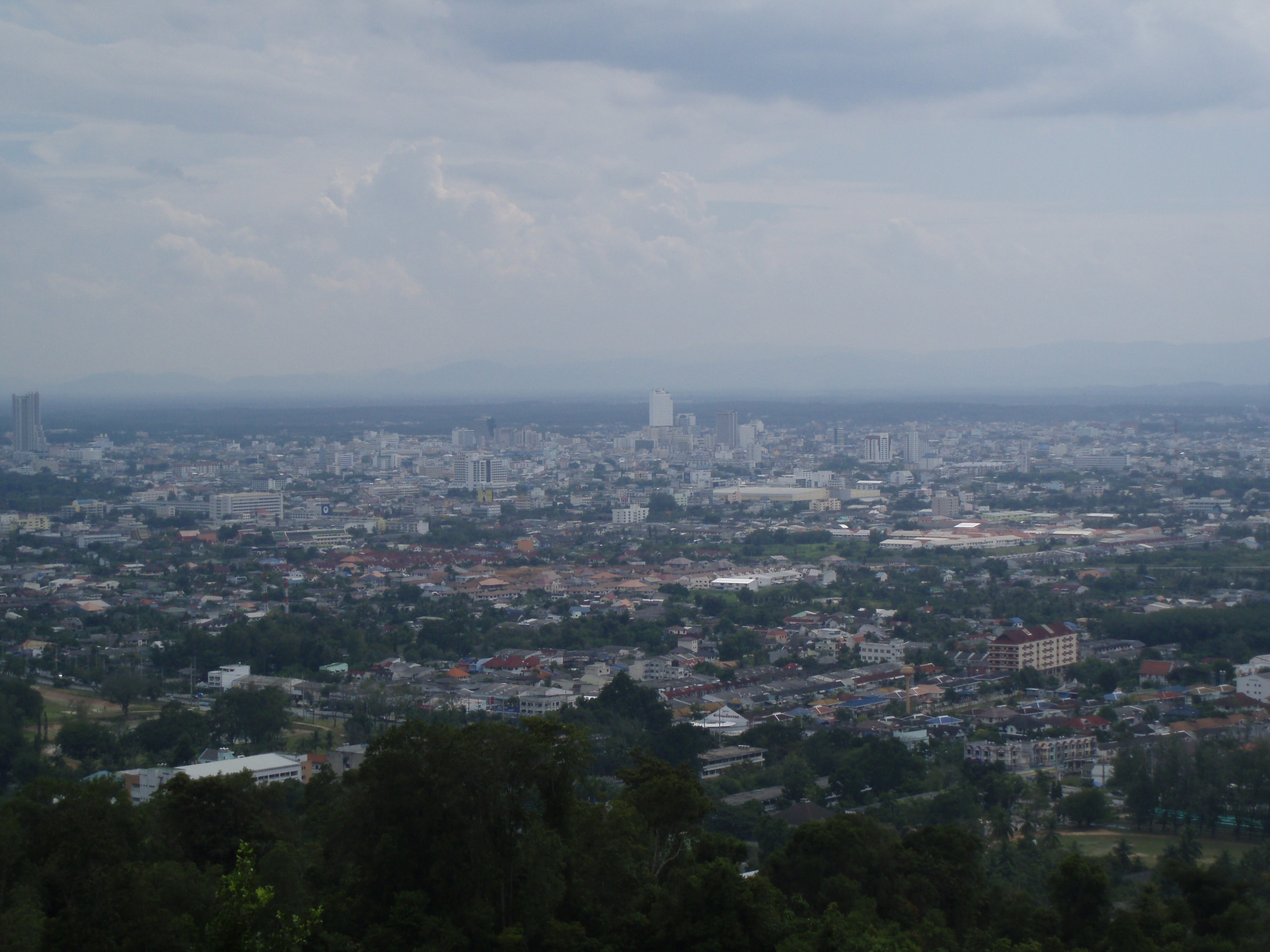
Hat Yai, Provinz Songkhla

Die bevölkerungsreichsten Provinzen sind Nakhon Si Thammarat und Songkhla. Größte Stadt Südthailands ist Hat Yai in der Provinz Songkhla, zusammen mit dem 30 Kilometer entfernten Songkhla und anderen Vorstädten umfasst allein die Metropolregion Greater Hatyai-Songkhla Metropolitan Area über 800.000 Einwohner und ist damit das größte urbane Zentrum Thailands außerhalb des Großraums Bangkok.
Knapp 70 % der Bewohner Südthailands sind Buddhisten, rund 30 % sind Muslime. Der Islam ist vor allem bei den Malaien vorherrschend, es gibt aber auch eine größere Zahl muslimischer Thais und thaisprachiger Sam-Sam. In den Provinzen Narathiwat, Pattani und Yala sowie Teilen von Songkhla dominiert die malaiische Sprache, offiziell ist jedoch nur Thai zugelassen.
In den vier südlichsten Provinzen Pattani, Narathiwat, Yala und Satun stellen Muslime die Mehrheit der Bevölkerung (68–82 %), in Krabi 35 %, in Songkhla und Phang-nga über 23 %, in Phuket 17 %, in Trang über 13 %, in Phatthalung und Ranong etwa 11 %, in Nakhon Si Thammarat etwas über 6 %. In Chumphon und Surat Thani leben ganz überwiegend Buddhisten (um die 98 %).
In Teilen Südthailands, vor allem der Provinzen Phuket, Ranong, Songkhla und Trang sowie den größeren Städten wie Hat Yai, ist das Erbe der chinesischstämmigen Thailänder recht präsent. Diese sind zwar weitgehend integriert oder gar assimiliert und sprechen heute in erster Linie Thai, in neuerer Zeit gab es aber eine Rückbesinnung auf eigene kulturelle Traditionen. Diese zeigt sich beispielsweise in der Feier chinesischer Feste wie des Fests der neun Kaisergötter („Vegetarisches Fest“) und dem Aufstellen von Statuen der Bodhisattva Guanyin.

## Wirtschaft
Südthailand weist relativ wenig Reisanbau auf. Mehr ausgebaut ist der Plantagenbau von Kokosnuss, Bananen und Gummibäumen. Auch der Abbau von Zinn ist wirtschaftlich interessant, während Edelholz im Gegensatz zu früher heute kaum noch geschlagen wird. Die lange Küstenlinie führt auch zu einer ausgedehnten Fischerei-Industrie, in neuerer Zeit vor allem Garnelenzucht in Aquakultur.
Phuket, Krabi und Khao Lak (Provinz Phang-nga) an der Andamanensee sowie Ko Samui und Ko Pha-ngan (Provinz Surat Thani) im Golf von Thailand gehören zu den wichtigsten Zielen des internationalen Badetourismus in Thailand.

## Geschichte

### Indisierte Staaten

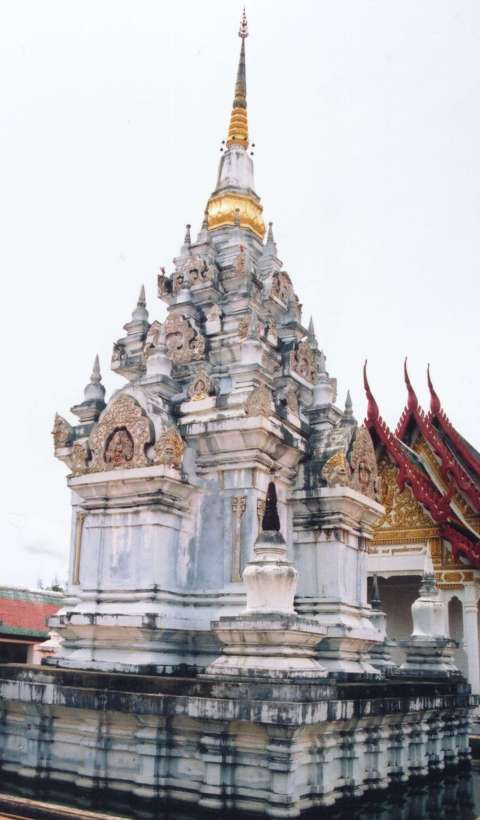
Chedi des Wat Phra Borommathat Chaiya aus dem 9. Jahrhundert, eine der ältesten erhaltenen buddhistischen Stätten in Südthailand

Im 7. bis 13. Jahrhundert gehörte ein großer Teil der malaiischen Halbinsel, einschließlich des heutigen Südthailands, zusammen mit Teilen Sumatras und des westlichen Java zum Einflussgebiet des indisierten, buddhistisch geprägten Seereichs Srivijaya. Eine der wichtigsten Städte in diesem Herrschaftsbereich wird in Chaiya (Provinz Surat Thani) vermutet. Aus chinesischen Chroniken ist das Königreich Poling bekannt, das auf Sanskrit vermutlich Tambralinga hieß und dessen Zentrum in der heutigen Provinz Nakhon Si Thammarat lokalisiert wird. Tambralinga stand – zumindest zeitweilig – ebenso in Abhängigkeit von Srivijaya wie das gleichzeitig in der Gegend von Pattani bestehende hinduistisch-buddhistische Langkasuka.

### Siam und Patani
Im 13. Jahrhundert bildeten sich Staaten der Tai (Vorfahren der Thai) auf dem Gebiet Südthailands, das südlichste darunter war das Königreich Nakhon Si Thammarat. Es stand in engem Kontakt und auch Abhängigkeit zu den Thai-Staaten der zentralthailändischen Ebene und gehörte Ende des 13. Jahrhunderts unter König Ramkhamhaeng zum Einflussgebiet des Königreichs Sukhothai. Von Nakhon Si Thammarat breitete sich in dieser Zeit der Theravada-Buddhismus sri-lankischer Prägung in ganz Thailand aus, dessen dominierende Religion er bis heute ist. Nach Ramkhamhaengs Tod wurde Nakhon Si Thammarat wieder unabhängig und übte selbst die Oberherrschaft über mehrere Vasallenstaaten auf der Malaiischen Halbinsel (auch der Westküste) aus. Im 15. Jahrhundert wurde es dann selbst Vasall des zentralthailändischen Königreichs Ayutthaya, im 16. Jahrhundert sogar dessen Provinz, behielt aber seine eigene Dynastie und weitgehende Autonomie.
Südlich davon ist ab ca. 1400 das malaiische Sultanat Patani hervorzuheben, dessen prägende Religion der Islam war. Es musste zwar bereits ab dem 15. Jahrhundert symbolischen Tribut an Ayutthaya entrichten, faktisch blieb es jedoch unabhängig. Sowohl Nakhon Si Thammarat als auch Patani wurden zu bedeutenden Zentren des Überseehandels. Chinesische, japanische, indische, persische, arabische und portugiesische Kaufleute gründeten Niederlassungen, später auch Niederländer und Briten. Beide Staatswesen brachten es dadurch zu bedeutendem Wohlstand. Im 17. Jahrhundert verlor Patani an Bedeutung, der Einfluss Ayutthayas (bzw. später Bangkoks) nahm zu, auch in den benachbarten malaiischen Sultanaten Kedah, Kelantan und Terengganu (heute Bundesstaaten Malaysias).
In Singora (heute Songkhla) bestand von ca. 1605 bis 1680 ein eigenes Sultanat, das unter der Herrschaft einer aus Persien eingewanderten Familie stand. Es erklärte zeitweise sogar die Unabhängigkeit von Ayutthaya, wurde von diesem aber wieder unterworfen und zerstört. Episodische Versuche, die siamesische Oberherrschaft abzuschütteln, wurden auch in anderen Teilen Südthailands niedergeschlagen: 1688 und 1769 in Nakhon Si Thammarat, 1781 in Terengganu, 1786 in Pattani, 1812 in Kelantan und 1821 sowie 1831/32 in Kedah.
Seit dem 17. Jahrhundert immer wieder aufgeworfene und projektierte Pläne eines Kra-Kanals durch den Isthmus zur Verkürzung des um die Malaiische Halbinsel herumführenden Seewegs wurden bis heute nicht verwirklicht.
Nach 1800 entwickelte sich der Zinnbergbau zu einem wichtigen Wirtschaftsfaktor an der zuvor weniger bedeutenden Westküste, etwa auf Phuket und in Ranong. Dadurch wurden Arbeitsmigranten aus Südchina angelockt, die sich hier niederließen und mit einheimischen Frauen Familien gründeten. Daraus ging eine thai-chinesische Bevölkerung und Kultur hervor. Die Verwaltung der Provinz Songkhla war bereits im Jahr 1777 einer chinesischstämmigen Kaufmannsfamilie übertragen worden.
Trotz des Vordringens der Briten (Malakka und Birma) und Franzosen (Laos und Kambodscha) konnte Siam im 19. und 20. Jahrhundert seine Unabhängigkeit als Pufferstaat zwischen den beiden rivalisierenden Kolonialmächten bewahren. Jedoch schlossen Paris und London 1896 einen Vertrag über die Abgrenzung ihrer Interessenszonen in diesem Pufferstaat, durch den ganz Südthailand zum britischen Einflussgebiet, Ost- und Nordostthailand zum französischen Einflussgebiet erklärt wurden.

### 20. und 21. Jahrhundert

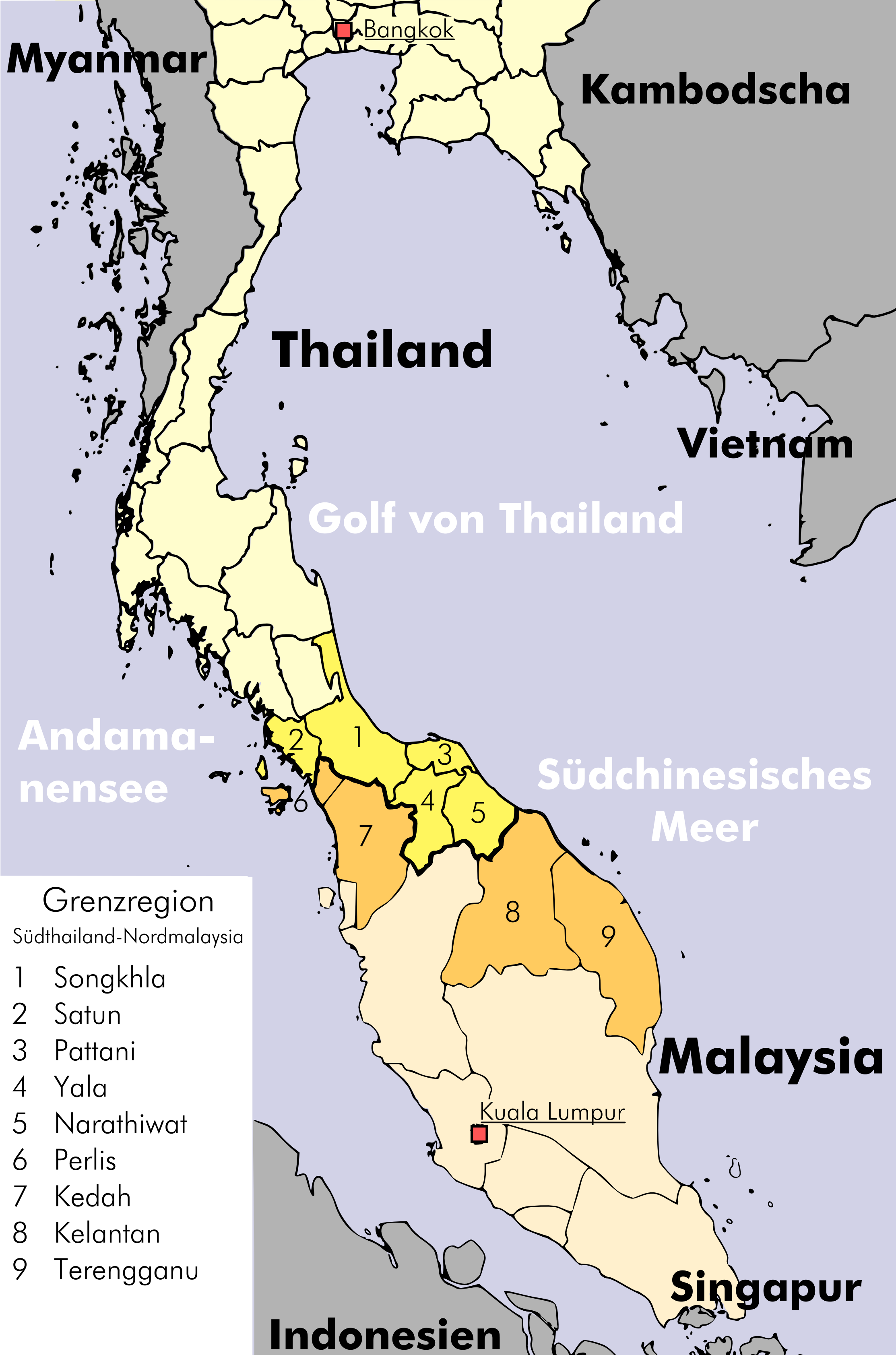
Provinzen mit hohem muslimischem Bevölkerungsanteil in Südthailand und einst zu Siam gehörende Sultanate im Norden Malaysias

1905 wurde Pattani in die zentralistische Verwaltungsstruktur Siams integriert, die Sultane verloren ihre Macht. Dafür musste Siam allerdings 1909 die Oberhoheit über die Sultanate Perlis, Kelantan, Kedah und Terengganu an Britisch-Malaya abtreten. Diese vier Sultanate bilden (nach einer erneuten thailändischen Besetzung im Zweiten Weltkrieg 1943–45) seit 1946 die vier nördlichsten Bundesstaaten des seit 1963 unabhängigen Malaysias. Das Gebiet des ehemaligen Sultanats Patani ist dagegen heute in die drei thailändischen Provinzen Pattani, Narathiwat und Yala gegliedert.
Dort kämpft seit 1976 eine (1992 aufgespaltene) Separatistenorganisation (Pattani United Liberation Organization) für Autonomie oder gar Abtrennung von Thailand. Statt mit militärischer Gewalt versuchte die Regierung von Prem Tinsulanonda der Unzufriedenheit in den 1980er-Jahren mit politischem Entgegenkommen und wirtschaftlichen Entwicklungsprogrammen zu begegnen. Sie richtete 1981 ein besonderes Verwaltungszentrum für die südlichen Grenzprovinzen ein, das als Bindeglied zwischen Zentralregierung und lokalen muslimischen Führungskräften dienen sollte, sowie eine gemeinsame Task Force aus Militär, Polizei und Zivilisten. Außerdem gestand sie der islamischen Bevölkerung kulturelle Rechte zu und unter der Ägide des thailändischen Heeres wurde im Rahmen des Programms Khwam Wang Mai („Neue Hoffnung“) die Infrastruktur ausgebaut. Das erhebliche Wohlstandsgefälle und das Gefühl der Fremdbeherrschung durch zentralthailändische Eliten (zum Teil mit dem Schlagwort interner Kolonialismus beschrieben) bestanden aber fort.
Der zwischenzeitlich fast eingeschlafene Konflikt eskalierte ab 2004, als am 4. Januar 2004 muslimische Jugendliche bei einem Überfall auf eine Kaserne rund 400 Maschinengewehre erbeuteten. Daraufhin thailändische Soldaten in der Krue-Se-Moschee 32 zumeist jugendliche Rebellen erschossen und in Tak Bai 86 Demonstranten starben, weil sie nach ihrer Verhaftung beim Abtransport auf überfüllten Lastern erstickten. Bei Bombenanschlägen und bewaffneten Zusammenstößen zwischen Regierungskräften und Rebellen starben zwischen 2004 und 2014 5.352 Menschen, etwa 10.000 wurden verletzt. An die Stelle der ethnisch-nationalen Befreiungsbewegung sind zum Teil radikal-islamische Dschihadisten getreten, die nicht nur gegen die thailändische Armee kämpfen sowie die Infrastruktur in den südlichen Provinzen zerstören, sondern gezielt buddhistische Zivilisten und Muslime töten, die mit der thailändischen Regierung kooperieren, sowie Bombenanschläge auf Schulen verüben.